# Albanië op het Eurovisiesongfestival 2011
Albanië nam deel aan het Eurovisiesongfestival 2011 in Düsseldorf, Duitsland. Het was de 8ste deelname van het land op het Eurovisiesongfestival. De artiest werd gezocht via het jaarlijkse Festivali i Këngës. RTSH was verantwoordelijk voor de Albanese bijdrage voor de editie van 2011.

## Selectieprocedure
In september 2010 maakte de Albanese nationale omroep bekend te zullen deelnemen aan het Eurovisiesongfestival 2011. Dit gebeurde na wekenlange speculaties over de mogelijke terugtrekking van het Balkanland. Meteen maakte RTSH de procedure voor Festivali i Këngës bekend, het festival waar jaarlijks de Albanese deelnemer aan het festival wordt gekozen. Een nationale jury zou 38 liedjes kiezen die zouden deelnemen aan het festival. In elke halve finale zouden negentien artiesten tegen elkaar strijden.  De halve finales werden gehouden op 23 en 24 december 2010, de finale op kerstdag.
In elke halve finale namen achttien artiesten het tegen elkaar op. In elke halve finale zaten zestien gevorderde artiesten en drie nieuwkomers. Acht van de gevorderden en twee nieuwelingen haalden de finale. De nummers werden beoordeeld door twee jury's. De artiesten traden live op, begeleid door een orkest. Aanvankelijk was de einddatum voor het opsturen van liedjes 20 oktober, maar de periode werd door de openbare omroep verlengd tot 6 november. Op deze manier wilde RTSH de artiesten die deelnamen aan een ander bekend Albanees festival, Kënga Magjike, de kans geven om een lied te schrijven voor de preselectie. Bojken Lako was producer van dienst, de shows werden gepresenteerd door singer-songwriter Jonida Maliqi, operazanger Jozif Gjipali en actrice Mirela Naska.
Uiteindelijk won Aurela Gaçe Festival i Këngës voor de derde keer. Eerder won ze ook in 1999 en 2001. Aangezien Albanië pas sinds 2004 deelnam aan het Eurovisiesongfestival, was het echter zijn eerste deelname aan de internationale liedjeswedstrijd. Kënga ime, het lied waarmee ze Festival i Këngës won, werd voor het Eurovisiesongfestival wel vertaald in het Engels: Feel the passion.

## Festivali i Këngës 2010

### Eerste halve finale
Gevorderden:
| Volgorde | Artiest                       | Lied                    |
| -------- | ----------------------------- | ----------------------- |
| 1        | Selami Kolonja                | Endërr Kosovë           |
| 2        | Alban Skenderaj & Miriam Cami | Ende ka shpresë         |
| 3        | Orges Toçe                    | Mari                    |
| 4        | Kamela Islamaj                | Jetova për të dy        |
| 5        | Blerina Shalari               | Lutjes apo dashurisë    |
| 6        | Ernis Çili & Onanta Spahiu    | Fam                     |
| 7        | Dorian Nini                   | Mirësevini ne Shqipëri  |
| 8        | Etmond Mancaku                | Dashuri pas emrit       |
| 9        | Ardita Tusha                  | Dikur besoja            |
| 10       | Klajdi Musabelliu             | Vetëm ti                |
| 11       | Evans Rama                    | Sonte                   |
| 12       | Dorina Garuci                 | Mirmbrëma engjëlli im   |
| 13       | Herciana Matmuja              | Me cilin rri ti dashuri |
| 14       | Agim Poshka                   | Bota com vetmi          |
| 15       | Marsida Saraçi                | Vetëm s'jemi në botë    |
| 16       | Entela Zhula                  | Lojë në dashuri         |

Nieuwelingen:
| Volgorde | Artiest        | Lied                |
| -------- | -------------- | ------------------- |
| 1        | Ilir Kazaferri | Nuk je këtu         |
| 2        | Maria Prifti   | Pasuri e pasurive   |
| 3        | Megi Laska     | Endërrat ekzistojnë |

### Tweede halve finale
Gevorderden:
| Volgorde | Artiest         | Lied                   |
| -------- | --------------- | ---------------------- |
| 1        | Adhurim Demiri  | 24 orët                |
| 2        | Besa Kokëdhima  | E bukura dhe bisha     |
| 3        | Emi Bogdo       | Letër për ty           |
| 4        | Denis Hasa      | Mbi xhaketën time      |
| 5        | Kujtim Prodani  | Ti ishe kreyvepër      |
| 6        | Goldi Halili    | Në krahët e tua        |
| 7        | Marjeta Billo   | Përjetësi              |
| 8        | Françesk Radi   | Kemi dasëm'o           |
| 9        | Aurela Gaçe     | Kënga ime              |
| 10       | Heldi Kraja     | E diela pa ty          |
| 11       | Sonila Mara     | Egoist                 |
| 12       | Mateus Frroku   | Dimër në shprit        |
| 13       | Xhejsi Jorgaqi  | Rastësi                |
| 14       | Enkelejda Arifi | Një dashuri            |
| 15       | Kejsi Tola      | Pranë                  |
| 16       | Saimir Braho    | Shtegëtar i jetës time |

Nieuwelingen:
| Volgorde | Artiest                  | Lied                   |
| -------- | ------------------------ | ---------------------- |
| 1        | Albi Xhepa & Semi Jaupaj | Dritë                  |
| 2        | Bledi Polena             | Të jemi të dy          |
| 3        | Rudina Delia             | Tek ti gjeta dashurinë |

### Finale
| Plaats | Artiest                       | Lied                    | Punten |
| ------ | ----------------------------- | ----------------------- | ------ |
| 1      | Aurela Gaçe                   | Kënga ime               | 82     |
| 2      | Miriam Cami & Alban Skenderaj | Ende ka shpresë         | 66     |
| 3      | Saimir Braho                  | Shtegëtar i jetës sime  | 48     |
| 4      | Xhejsi Jorgaqi                | Rastësi                 | 44     |
| 5      | Enkelejda Arifi               | Një dashuri             | 36     |
| 6      | Dorina Garuci                 | Mirmbrëma engjëlli im   | 34     |
| 7      | Dorian Nini                   | Mirësevini ne Shqipëri  | 29     |
| 8      | Françesk Radi                 | Kemi dasëm'o            | 13     |
| 9      | Besa Kokëdhima                | E bukura dhe bisha      | 13     |
| 10     | Kamela Islamaj                | Jetova për ty           | 12     |
| 11     | Herciana Matmuja              | Me cilin rri ti dashuri | 7      |
| 12     | Selami Kolonja                | Endërr Kosovë           | 6      |
| 13     | Denis Hasa                    | Mbi xhaketën time       | 6      |
| 14     | Maria Prifti                  | Pasuri e pasurive       | 5      |
| 15     | Orges Toçe                    | Mari                    | 3      |
| 16     | Marsida Saraçi                | Vetëm s'jemi në botë    | 2      |
| 17     | Goldi Halili                  | Në krahët e tua         | 0      |
| 18     | Albi Xhepa & Semi Jaupaj      | Dritë                   | 0      |

## In Düsseldorf
In Düsseldorf trad Albanië aan in de eerste halve finale, op 10 mei. Albanië als het derde van 19 landen aan de beurt, na Noorwegen en voor Armenië. Bij het openen van de enveloppen bleek Aurela Gaçe zich niet te hebben gekwalificeerd voor de finale. Albanië moest voor het eerst sinds 2007 al na de halve finale naar huis. Na afloop van het festival bleek dat het land veertiende was geëindigd, met 47 punten.

### Gekregen punten

#### Halve finale 1
| 12 punten     | 10 punten  | 8 punten               | 7 punten       | 6 punten      |
| ------------- | ---------- | ---------------------- | -------------- | ------------- |
| - Griekenland |            | - Turkije - San Marino | - Kroatië      | - Zwitserland |
| 5 punten      | 4 punten   | 3 punten               | 2 punten       | 1 punt        |
|               | - Portugal |                        | - Azerbeidzjan |               |

### Punten gegeven door Albanië

#### Halve finale 1
Punten gegeven in de eerste halve finale:
| 12 punten | Turkije      |
| 10 punten | Griekenland  |
| 8 punten  | San Marino   |
| 7 punten  | Kroatië      |
| 6 punten  | Malta        |
| 5 punten  | Azerbeidzjan |
| 4 punten  | Portugal     |
| 3 punten  | Rusland      |
| 2 punten  | Servië       |
| 1 punt    | Noorwegen    |

#### Finale
Punten gegeven in de finale:
| 12 punten | Italië                |
| 10 punten | Griekenland           |
| 8 punten  | Azerbeidzjan          |
| 7 punten  | Bosnië en Herzegovina |
| 6 punten  | Verenigd Koninkrijk   |
| 5 punten  | Spanje                |
| 4 punten  | Rusland               |
| 3 punten  | Oekraïne              |
| 2 punten  | Frankrijk             |
| 1 punt    | Servië                |